# 韩真发
韩真发（1953年—），汉族，吉林长春人，中华人民共和国政治人物，第十届、第十一届、第十二届全国政协委员。

## 生平
加入中国民主建国会，担任吉林省总商会副会长、吉林正业集团有限公司董事长、总裁。2008年，当选第十一届全国政协委员，代表经济界，分入第三十四组。